# Cerralvo
Cerralvo é um município do estado de Nuevo León, no México.
Em 2005, o município possuía um total de 8.009 habitantes.